# Poziční úhel

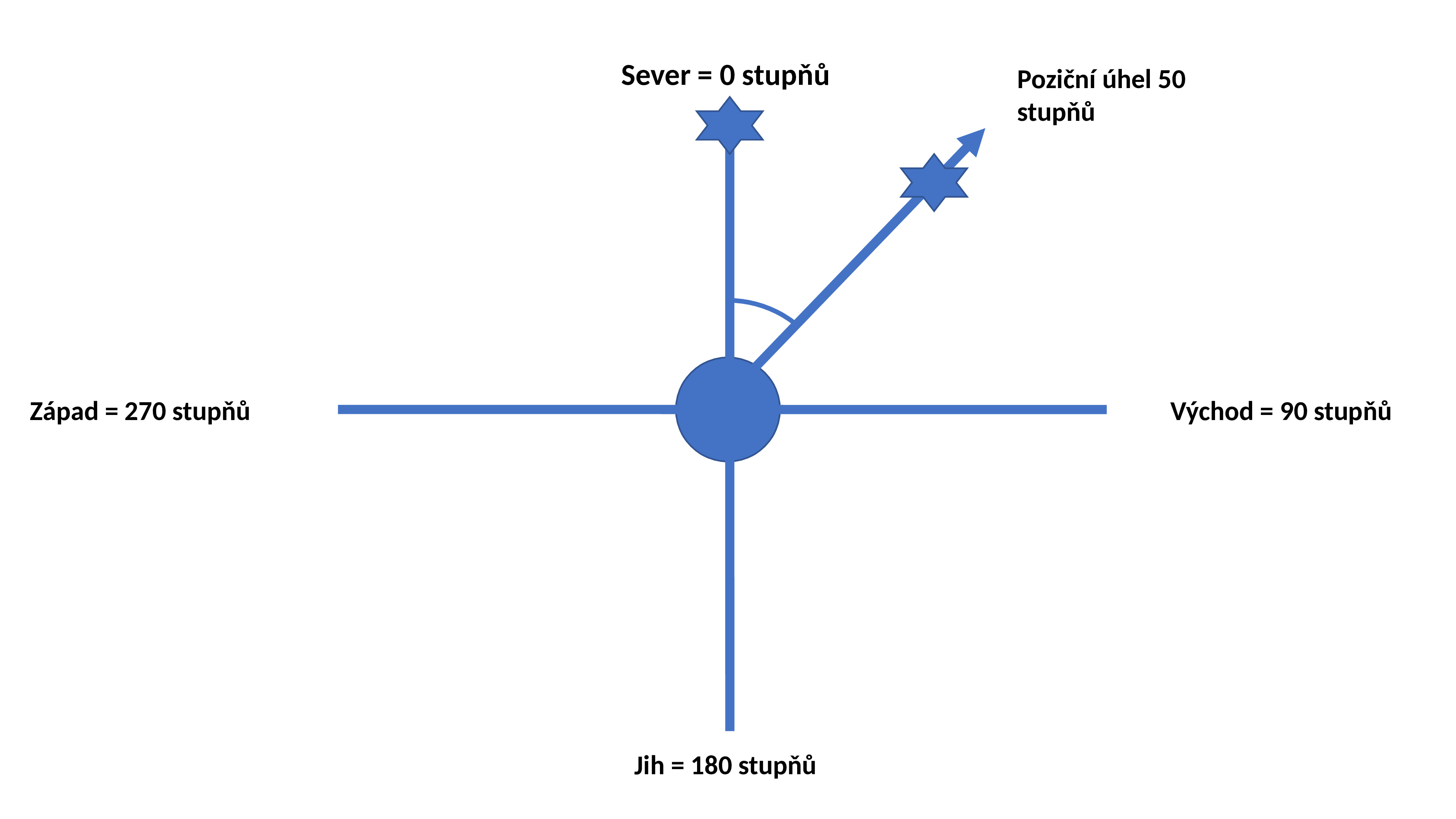
Poziční úhel

Poziční úhel je úhel, který svírá měřený směr na obloze (směr vlastního pohybu, osa rotace planety) s deklinační kružnicí.

## První varianta použití
Používá se při pozorování noční oblohy. Měří se od severu (0 stupňů) přes východ (90 stupňů), jih (180 stupňů) a západ (270 stupňů). Může se použít například pro určení vzdálenosti určitého bodu na obloze vzhledem k okolním hvězdám. Na obloze si představte hodinový ciferník se zvolenou výchozí hvězdou jako středem, jehož ručička dvanáct míří směrem na sever (zenit), směrem nahoru. Poziční úhel daného místa potom určuje pomyslně malá ručička hodin.

## Druhá varianta použití
Úhel, který svírá průmět sluneční osy na oblohu s deklinační kružnicí. Pomáhá k určení poloh například slunečních erupcí nebo slunečních skvrn v heliografických souřadnicích. Měří se záporně na západ a kladně směrem na východní stranu. Maximální dosažení jeho hodnoty může být + nebo - 26,4 stupňů. Je zmiňován v astronomických ročenkách.